# 福会寺
41°50′00″N 118°29′31″E / 41.83333°N 118.49194°E
福会寺位于中国内蒙古自治区赤峰市喀喇沁旗王爷府镇大庙村，2001年被列为第五批全国重点文物保护单位。
福会寺包括积善生乐寺、咸应寺（活佛宫）、广慧寺、延庆寺等附属寺庙，以福会寺为主体，是喀喇沁旗的旗庙和喀喇沁亲王府的家庙。始建于清康熙年间，总占地面积19000平方米，中轴线上有山门、天王殿、前殿、经堂、大雄宝殿、后罩楼及耳屋等建筑。